# 聖卡塔琳娜島
聖卡塔琳娜島（Ilha de Santa Catarina）是巴西南岸的島嶼，位於聖卡塔琳娜州，島嶼長約54公里，寬18公里，面積424.4平方公里，2010年統計人口421,203。聖卡塔琳娜島與巴西大陸之間有三條橋連接。
27°33′06″S 48°28′44″W / 27.55167°S 48.47889°W